# ビジェイ・S・パンデ
ビジェイ・サティアナンド ・パンデ（Vijay Satyanand Pande、1970年- ）は、トリニダード系アメリカ人の生物医学分野の科学者であり、スタンフォード大学の化学、構造生物学、計算科学の教授である。パンデは生物物理学プログラムの長であり、Folding@homeとして知られる分散コンピューティング疾病研究プロジェクトを立ち上げたことで最もよく知られている。パンデの研究は分散コンピューティングおよび微生物学のコンピュータモデリングに焦点を当てている。パンデの研究は、薬剤結合、タンパク質設計、人工生物模倣ポリマーに関するコンピュータシミュレーションの改善に焦点を当てている。パンデは2015年11月に、ベンチャーキャピタル投資会社アンドリーセン・ホロウィッツの9番目のジェネラル・パートナーとなった。